# Président de l'Irlande
Le président de l'Irlande (en irlandais : Uachtarán na hÉireann ; en anglais : President of Ireland) est le chef de l'État de l'Irlande. Institué par la constitution de 1937, il est élu au suffrage universel direct pour un mandat de sept ans, renouvelable une fois.
Le président possède une charge représentative avec certains pouvoirs limités. Sa résidence officielle est le Palais présidentiel situé à Dublin. L'actuel président est Michael D. Higgins, en poste depuis le 11 novembre 2011.

## Rôles du président

### Responsabilités du président
La Constitution de l'Irlande prévoit un système parlementaire de gouvernement, en vertu de laquelle le rôle du chef d'État est largement cérémoniel. Contrairement aux présidents de nombreuses autres républiques, le président d'Irlande ne détient aucun pouvoir exécutif. Au contraire, celui-ci est expressément dévolu au gouvernement (cabinet). Le gouvernement est tenu, toutefois, de tenir le président informé des questions de politique intérieure et extérieure.
Le président ne peut assurer ses fonctions que dans le strict respect de la Constitution ou de l'accord du gouvernement. Le président peut cependant exercer certains pouvoirs qu'il peut utiliser à sa discrétion.
Parmi les fonctions cérémonielles du chef de l'État, on compte notamment la nomination du Premier ministre et d'autres ministres, et accepte leur démission. Le Premier ministre est nommé sur proposition de l'Assemblée d'Irlande. Le reste du cabinet est nommé sur proposition du Premier ministre et après l'approbation de l'Assemblée. Les ministres sont congédiés sur le conseil du Premier ministre et celui-ci doit démissionner après avoir perdu la confiance de l'Assemblée, à moins qu'il n'y ait une dissolution. Sur les conseils du gouvernement, le président nomme également les membres du pouvoir judiciaire.
Les autres fonctions du président incluent la convocation et la dissolution de l'Assemblée. Ce pouvoir ne s'exerce que sur conseil du Premier ministre. Le président ne peut alors refuser la dissolution que si le Premier ministre a perdu la confiance de l'Assemblée. C'est également le président qui promulgue les lois, en tant que troisième entité du Parlement. Il ne peut s'opposer à une loi qui a été adoptée par l'Assemblée et le Sénat, à moins d'exercer son pouvoir de réserve. En outre, le président représente l'État pour les Affaires étrangères, sur les conseils du gouvernement. Ainsi, il nomme notamment les ambassadeurs et reçoit les lettres de créance des diplomates étrangers. Les ministres signent les traités internationaux au nom du président. Par ailleurs, le président est le commandant suprême des forces de Défense, ce qui est assimilable au statut de commandant en chef. Il s'agit néanmoins d'une position nominale car le pouvoir est exercé sur les conseils du Gouvernement. Enfin, le président à le pouvoir de grâce. Cette mesure n'a été utilisée qu'une seule fois, dans le cas de Nicky Kelly,
En outre, le président est limité dans son action par certaines dispositions. Ainsi, d'après l'article 12.9 de la Constitution, le président ne peut pas quitter le pays sans l'accord du gouvernement. Par ailleurs, toute adresse ou message à la Nation ou aux chambres du Parlement doit avoir été autorisé par le même gouvernement. À l'exception de ces deux cas, le président ne subit aucune limitation de son pouvoir d'expression. Alors que les présidents précédents étaient très précautionneux lorsqu'il s'agissait de faire un discours devant un public (il le soumettait à chaque occasion au Gouvernement), les présidentes Robinson et McAleese se sont davantage servi de leur droit d'expression, sans l'approbation du gouvernement. Toutefois, par convention, les présidents évitent de critiquer directement l'action du gouvernement.

### Pouvoirs discrétionnaires

L'étendard du président d'Irlande, utilisé depuis 1945, représente une harpe celtique (Clàrsach) aux cordes d'argent sur un fond bleu de saint Patrick.

Le président possède des pouvoirs qu'il peut exercer « à sa discrétion absolue » (chomhairle Féin) d'après la Constitution. Il existe des interprétations différentes de la Constitution qui existe sous deux formes : une en irlandais et l'autre en anglais. Bien que la version irlandaise soit prééminente en cas de conflit d'interprétation, celle-ci n'est pas aussi bien rédigée d'un point de vue légal. Selon les juristes, la version irlandaise qui fait état du « propre arbitre » du Président implique que celui-ci doit prendre ses décisions seul, sans consultation extérieure, alors que la version anglaise qui parle d'« absolue discrétion » semble permettre au président une liberté de manœuvre, comme celle de consulter l'opposition. En conséquence, on considère généralement qu'il est inapproprié pour le Président d'être contacté par les dirigeants des partis politiques dans le but de l'influencer pour qu'il (ou elle) utilise son pouvoir discrétionnaire. Toutefois, avant de pouvoir exercer son pouvoir de réserve, le président doit consulter au préalable le Conseil d'État. Cependant, il ne s'agit là que d'une consultation et le Président n'est pas tenu d'agir conformément à l'avis du Conseil.
Le président peut notamment refuser de dissoudre l'Assemblée. En effet, d'après la Constitution, le Premier ministre est tenu de démissionner s'il a « cessé de conserver l'appui de la majorité » de l'Assemblée, à moins qu'il ne demande au président de dissoudre la chambre. Le président a alors le droit de refuser une telle demande, auquel cas le Premier ministre doit démissionner immédiatement. Ce qui a d'ailleurs eu lieu en 2011. Le Premier ministre, Brian Cowen a demandé à la présidente Mary Mac Aleese de dissoudre l'Assemblée, ce que la présidente a accepté, provoquant des élections législatives anticipées. L'apparente contradiction entre les versions irlandaise et anglaise de la Constitution a dissuadé les présidents d'utiliser ce pouvoir et a conduit à une très stricte application d'une politique de non-contact avec l'opposition. En particulier, en janvier 1982, le président Patrick Hillery a chargé un assistant, le capitaine Anthony Barber, de s'assurer qu'aucun des appels téléphoniques de l'opposition ne lui soit transmis. Néanmoins, trois personnalités de l'opposition, y compris le chef du Fianna Fáil, Charles Haughey, ont exigé d'être mis en relation avec Hillery. Haughey est même allé jusqu'à menacer Barber de mettre fin à sa carrière si ses appels n'étaient pas acheminés. Hillery, en tant que commandant en chef des Forces de défense, enregistra la menace dans le dossier de Barber et y inscrivit que Barber n'agissait que sur son ordre express. Même sans ces considérations, refuser une telle demande reviendrait presque à créer une crise constitutionnelle, car il existe une forte convention constitutionnelle qui veut que le chef de l'État accorde toujours une dissolution parlementaire.
Le président peut, après consultation du Conseil d'État, soumettre un projet de loi à la Cour suprême pour étudier sa constitutionnalité. La Cour suprême juge alors de sa constitutionnalité dans sa totalité et le président peut décider de ne pas signer le projet de loi si elle est jugée inconstitutionnelle. C'est le pouvoir de réserve le plus largement utilisé et il a été utilisé par six des huit présidents (les présidents Patrick Hillery et Mary Robinson l'ont utilisé à plusieurs reprises). Toutefois, ce pouvoir ne peut pas être utilisé dans le cas de projets de loi de finances, de projets de loi visant à modifier la Constitution ou de projets de loi urgents dont la durée d'examen a été abrégée par le Sénat (chambre haute du Parlement).
Si une majorité des membres du Sénat et un tiers des membres de l'Assemblée signent une pétition en ce sens, le président peut refuser de promulguer une loi, après consultation du Conseil d'État, à l'exception des projets de loi visant à modifier la Constitution. Cela se produit si le Président considère que le texte revêt une grande importance nationale et qu'il doit être préalablement approuvé par le peuple lors d'un référendum ordinaire ou par l'Assemblée après une nouvelle élection générale, tenue dans un délai de huit mois. Ce pouvoir n'a en pratique jamais été utilisé car le gouvernement détient presque toujours une majorité au Sénat, ce qui empêche au tiers de l'Assemblée que forme l'opposition de remplir les conditions.
Le président a également la possibilité de limiter la période au cours de laquelle le Sénat peut examiner un projet de loi, à la demande de l'Assemblée et après consultation du Conseil d'État. Cela permet d'éviter que le Sénat ne retarde un projet de loi que le gouvernement considère comme urgent. Il peut également convoquer un « Comité des privilèges » à la demande du Sénat et après consultation du Conseil d'État. Ce comité a pour but de résoudre un différend entre les deux chambres du Parlement, notamment pour savoir si un projet de loi est, ou non, un projet de loi de finances. Après consultation du Conseil d'État et à condition que le texte soit approuvé en bloc par le gouvernement, le président peut s'adresser ou envoyer un message à l'une ou aux deux chambres du Parlement. Ce pouvoir a été invoqué à quatre reprises : une fois par le président Éamon de Valera, à deux reprises par la présidente Robinson et une fois par la présidente McAleese, à la veille de l'an 2000. Par ailleurs, après consultation du Conseil d'État et à condition que le texte soit approuvé en bloc par le gouvernement, le président peut s'adresser ou envoyer un message à la Nation. Ce pouvoir a été utilisé à deux reprises : par Erskine Childers, en 1974, et par Mary McAleese en 2001. Enfin, après consultation du Conseil d'État, le président peut convoquer une réunion d'une ou deux chambres du Parlement. Ce pouvoir permettrait au président d'intervenir si, dans des circonstances extraordinaires, les procédures ordinaires de convocation des chambres avaient échoué.

## Processus électoral
Le président d'Irlande est élu au suffrage universel direct pour un mandat de sept ans renouvelable une seule fois.
En accord avec la constitution, l'élection a lieu au vote alternatif dans les 60 jours précédant la fin du mandat précédent,.
Le scrutin se joue ainsi en un seul tour au vote alternatif, issu du système de scrutin à vote unique transférable. Chaque électeur indique pour chaque candidat un ordre de préférence, sans pour autant être obligé d'inscrire autant de numéros qu'il y a de candidats, les électeurs pouvant en inscrire moins, voire n'émettre qu'un seul choix. 
Lors du dépouillement, il est d'abord fait le total des votes valides, et la majorité absolue nécessaire pour être élu est établie à la moitié de ce chiffre plus un abstraction faite de la partie décimale. Le candidat ayant recueilli la majorité absolue l'emporte. À défaut, le candidat ayant recueilli le moins de suffrages est éliminé, et l'ensemble des deuxièmes choix des électeurs l'ayant choisi sont répartis sur les autres candidats, s'ils avaient exprimé un deuxième choix. Les votes ne comportant pas de préférences supplémentaires, ou votes non transférables, sont retirés du décompte. Toutefois, plusieurs candidats peuvent être éliminés à la suite d'un seul décompte si l'addition de leurs suffrages donne un score inférieur au candidat arrivé avant eux, à la condition qu'aucun d'entre eux n'ait la possibilité d'atteindre un huitième du total des votes valides en étant éliminés un par un, dans la mesure où le remboursement des frais de campagne est conditionné au franchissement de ce quorum de 12,5 %. Si un candidat atteint cette fois-ci la majorité absolue, il l'emporte. Sinon, le processus est à nouveau répété avec le candidat suivant le plus faible, et ce jusqu'à ce qu'un candidat remporte la majorité absolue, si besoin jusqu'à ce qu'il n'en reste plus que deux en lice, voire un seul. Les votes non transférables étant en effet déduit tour après tour, il est possible que deux candidats finissent par s'opposer lors d'un décompte sans qu'aucun d'eux n'atteigne la majorité absolue, et qu'un ultime tour soit ainsi nécessaire.

### La sélection du candidat
Peut être candidat tout citoyen irlandais âgé de plus de 35 ans, à condition d'être désigné soit : 
- par au moins 20 des 226 députés ;
- par au moins 4 des 34 comtés (ou cités) d'Irlande ;
- par lui-même dans le cas d'un président sortant n'ayant accompli qu'un seul mandat.

Chacun des députés et comtés ne peut désigner qu'un seul candidat. Dans le cas contraire, seule leur première nomination est considérée valide.
Le président sortant, s'il n'a accompli qu'un seul mandat, est candidat de droit. Sa candidature, s'il le désire, étant accordée par lui-même.
Le président est automatiquement élu, sans vote, si personne ne se présente contre lui. Cette situation s'est produite à quatre reprises, en 1938, 1952, 1974 et 1976. De même, il est automatiquement réélu pour un deuxième mandat si aucun autre candidat ne s'y oppose. Le cas s'est également produit, en 1983 et 2004.
Alors que les citoyens irlandais et britanniques résidents dans le pays peuvent voter aux élections législatives, seuls les citoyens irlandais de plus de dix-huit ans peuvent voter à l’élection présidentielle. La candidature à la charge présidentielle est ouverte à tous les citoyens irlandais âgés de plus de 35 ans. Néanmoins un candidat doit être parrainé soit par un minimum de vingt membres du Parlement, soit par au moins quatre conseils municipaux ou conseils de comté ou alors se présenter personnellement (dans le cas d'un président en exercice ou d'un ancien président n'ayant accompli qu'un seul mandat),.
Si seulement un des candidats est nommé, il (ou elle) est réputé(e) élu(e) sans la nécessité de tenir un scrutin. Pour cette raison, lorsqu'il existe un consensus entre les partis politiques, le président peut être « élu » sans qu'un scrutin n'aie lieu à proprement parler. Depuis sa création, ce consensus ne s'est produit qu'à six reprises. Dans le cadre de la constitution et de la loi statutaire, l'élection d'un candidat se déroule officiellement sous la forme d'une déclaration par le président du bureau de vote. Lorsque plus d'un candidat est nommé, l'élection est « suspendue », de sorte qu'un vote puisse avoir lieu, permettant aux électeurs de choisir entre les candidats.

### Déclaration présidentielle

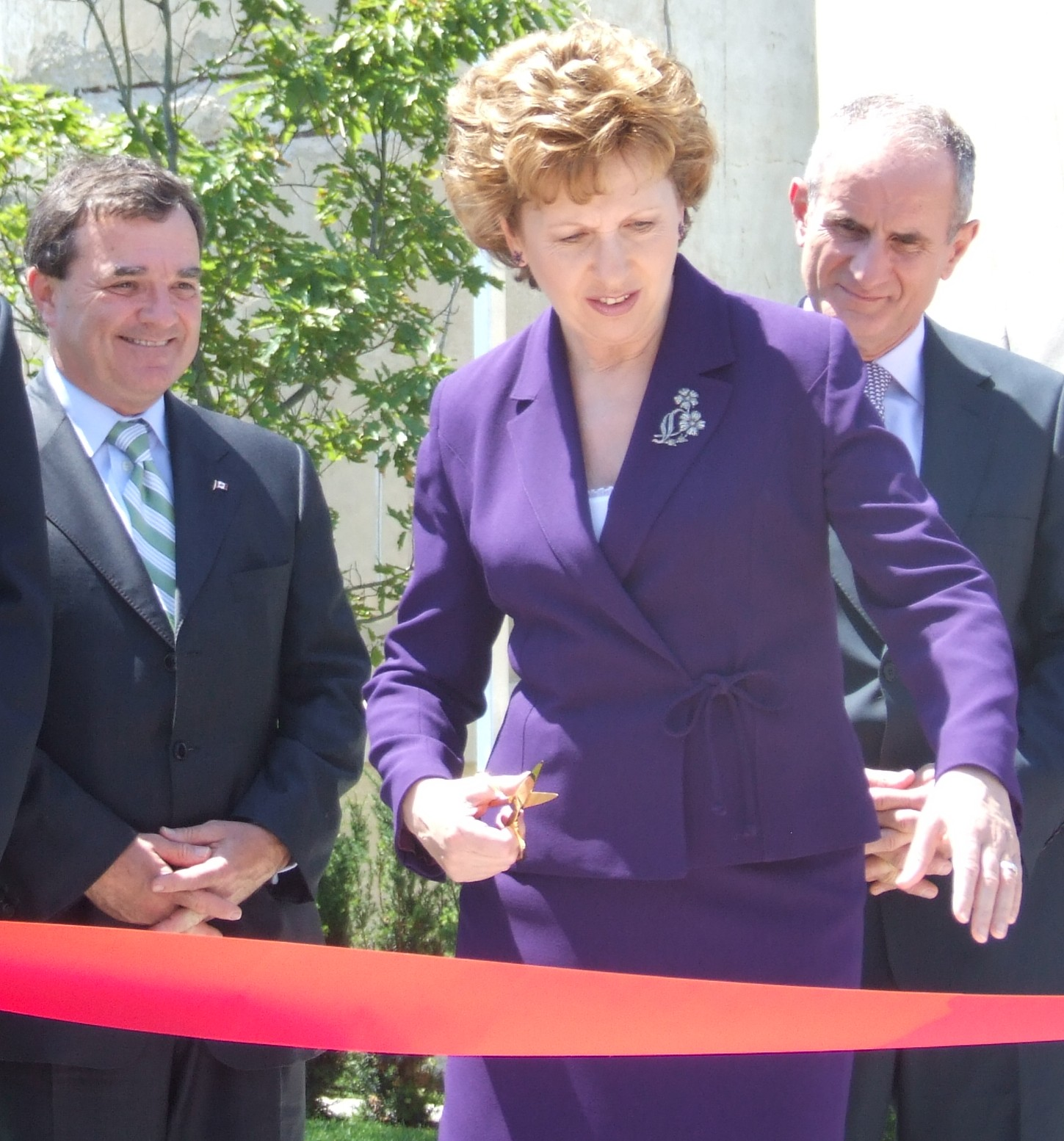
Mary McAleese lors de l'inauguration dIreland Park à Toronto, au Canada en 2007.

En vertu de la constitution, en prenant ses fonctions, le président doit se soumettre à une déclaration formelle, réalisée en public et en présence de membres des deux chambres du Parlement, des juges de la Cour suprême et de la Haute Cour, et d'autres personnages publics. L'investiture du président se déroule dans le St Patrick's Hall au château de Dublin. Jusqu'à maintenant, tous les présidents ont effectué cette déclaration en irlandais. En 1993, le Comité aux droits de l'homme de l'Organisation des Nations unies a exprimé sa préoccupation sur le fait que, en raison de son langage religieux, cette déclaration équivaut à une obligation religieuse pour prendre sa fonction. La déclaration présidentielle apparaît dans l'article 12.8 de la Constitution :
« En présence du Dieu Tout-Puissant, je fais solennellement et sincèrement la promesse et je déclare que je maintiendrai la Constitution d'Irlande et ferai respecter ses lois, que je m'acquitterai de mes fonctions fidèlement et en toute conscience, conformément à la Constitution et à la loi, et que je vais consacrer mes capacités au service et au bien-être du peuple d'Irlande. Puisse Dieu me guider et me soutenir. »,

### Procédure de destitution
La Constitution prévoit deux moyens par lesquels le président peut être démis de ses fonctions avant l'expiration de son mandat. Cette destitution du président peut être réalisée par la Cour suprême si au moins cinq juges (sur sept) estiment qu'il ou elle est atteint d'une « incapacité permanente ». Alternativement, le président peut être démis de ses fonctions par les deux chambres du Parlement, mais uniquement dans le cas d'une « conduite déplacée avérée » Si au moins trente membres de l'une des deux chambres du Parlement le propose, la demande de mise en accusation est examinée par la chambre requérante. Dans le cas où elle est approuvée par une majorité des deux-tiers, le président est officiellement mis en accusation. L'autre chambre est alors chargée d'étudier les charges portées contre le Président ou de transférer cette charge à une commission ou un autre organe. Si cette chambre décide à la majorité des deux-tiers que le président est coupable des faits qui lui sont reprochés et que ces faits sont suffisamment graves pour justifier sa destitution, elle peut alors le démettre de ses fonctions. À ce jour, aucune de ces deux procédures de révocation du Président n'a pas encore été invoquée.

### Succession
Le président d'Irlande n'a pas de vice-président. En cas de vacance prématurée du pouvoir, un successeur doit être élu dans les soixante jours. Dans l'intervalle, les devoirs et les fonctions du président sont exercés par une vice-présidence collective, connue sous le nom de Commission présidentielle, qui se compose du président de la Cour suprême, du président de l'Assemblée d'Irlande et du président du Sénat. Depuis 1937, la Commission présidentielle a rempli son office à trois reprises, en 1974 (quand le président mourut en cours de mandat, la seule fois à ce jour), et en 1976 et 1997 (tous les deux à la suite de la démission du président).
Techniquement, chaque mandat présidentiel expire à minuit la veille de l'investiture du nouveau président. Par conséquent, entre minuit et l'investiture du lendemain, les devoirs et les fonctions présidentiels sont exercés par la Commission présidentielle. La Constitution habilite également le Conseil d'État, statuant à la majorité de ses membres, à « prendre toutes dispositions qui leur sembleraient nécessaire » à l'exercice des fonctions présidentielles dans les cas que la constitution n'aurait pas prévus. Le Conseil d'État peut donc être considéré comme le troisième organe dans la ligne de succession. Toutefois, à ce jour, le Conseil n'a jamais eu à prendre ce rôle.

## Histoire
Le poste de président d'Irlande a été créé en 1937 en partie pour remplacer le poste de gouverneur général qui existait entre 1922 et 1937, dans l'État libre d'Irlande. La durée du mandat présidentiel, fixée à sept ans, s'est inspirée de la durée de ceux des présidents allemand et autrichien. Toutefois, la durée des mandats des chefs d'État de ces deux pays n'est plus de sept ans aujourd'hui. À l'époque où la durée fut décidée, il y eut de nombreuses critiques qui voulaient mettre en garde contre une dérive dictatoriale de la République, en raison de la longue durée du mandat. Cependant, ces craintes se sont avérées infondées car les présidents successifs n'ont joué depuis qu'un rôle limité et presque apolitique dans les affaires nationales.
De nombreuses personnes font valoir que Mary Robinson, le septième présidente d'Irlande, a libéralisé un poste qui était auparavant conservateur, au cours de son mandat de 1990-1997. Robinson a cherché à développer un nouveau sens dans le domaine économique et dans les liens politiques et culturels avec les autres pays et cultures, notamment ceux issus de la diaspora irlandaise. Au cours de sa présidence, elle a mis l'accent sur les besoins des pays en développement, en liant l'épisode de la Grande Famine aux problèmes actuels de nutrition, de pauvreté et de politique, afin de créer un partenariat entre les pays développés et les pays en développement. Robinson a été le premier chef d'État à visiter le Rwanda à la suite du génocide de 1994, et la Somalie à la suite de la crise de 1992. Elle a d'ailleurs reçu le Prix humanitaire CARE en reconnaissance de ses efforts pour ce pays.
| # | #  | Nom                       | Photo | Début de mandat  | Fin de mandat     | Nomination           |
| - | -- | ------------------------- | ----- | ---------------- | ----------------- | -------------------- |
|   | 1. | Douglas Hyde              |       | 25 juin 1938     | 25 juin 1945      | All-party nomination |
|   | 2. | Seán T. O'Kelly           |       | 25 juin 1945     | 25 juin 1959      | Fianna Fáil          |
|   | 3. | Éamon de Valera           |       | 25 juin 1959     | 25 juin 1973      | Fianna Fáil          |
|   | 4. | Erskine Hamilton Childers |       | 25 juin 1973     | 17 novembre 1974  | Fianna Fáil          |
|   | 5. | Cearbhall Ó Dálaigh       |       | 19 décembre 1974 | 22 octobre 1976   | All-party nomination |
|   | 6. | Patrick Hillery           |       | 3 décembre 1976  | 3 décembre 1990   | Fianna Fáil          |
|   | 7. | Mary Robinson             |       | 3 décembre 1990  | 12 septembre 1997 | Parti travailliste   |
|   | 8. | Mary McAleese             |       | 11 novembre 1997 | 11 novembre 2011  | Fianna Fáil          |
|   | 9. | Michael D. Higgins        |       | 11 novembre 2011 | en fonction       | Parti travailliste   |

### Controverse sur les prérogatives en Irlande du Nord
Le texte original de la Constitution de l'Irlande, tel qu'il a été adopté en 1937, mentionne dans les articles 2 et 3, deux entités géopolitiques : un « territoire national » de trente-deux comtés (c'est-à-dire, l'île d'Irlande) et un État de vingt-six comtés connu précédemment sous le nom d'État libre d'Irlande (les articles 2 et 3 ont été modifiés depuis). La controverse vient du fait que derrière l'appellation de « président d'Irlande », il est sous-entendu que le président est à la tête de toute l'Irlande. Cette implication a été contestée non seulement par le Parti unioniste d'Ulster, mais aussi par le Royaume-Uni qui était l'État internationalement reconnu comme étant souverain en Irlande du Nord.
L'Irlande contesta, à son tour, la proclamation faite par le Parlement britannique lorsqu'il institua Élisabeth II comme reine du Royaume-Uni de Grande-Bretagne et d'Irlande du Nord, en 1952. En conséquence de quoi, le gouvernement de la république d'Irlande refusa de participer aux cérémonies royales par la suite. Ainsi, le président Hillery (1976-90) déclina l'invitation de la reine Élisabeth au mariage du prince Charles et de Lady Diana Spencer en 1981, sur les conseils du gouvernement. Le président Seán T. O'Kelly déclina également l'invitation à assister à la garden party du couronnement à l'ambassade de Grande-Bretagne, en 1953. En retour, le Royaume-Uni insista alors pour qu'on s'adresse au président comme « président de la république d'Irlande » ou « président de la République irlandaise ». Sur les conseils du gouvernement britannique, les lettres de créance de la reine Élisabeth pour la nomination des ambassadeurs du Royaume-Uni en Irlande n'étaient pas adressées au « président d'Irlande », mais au président en personne (par exemple « président Hillery »).
Ce différend a été largement oublié ces dernières années. La présidente Robinson (1990-1997) a choisi unilatéralement de briser ce tabou en effectuant régulièrement des visites officielles au Royaume-Uni, la plupart du temps pour des événements afférant aux relations britannico-irlandaises ou pour visiter la communauté gaélique en Grande-Bretagne. Elle a également été invitée au palais de Buckingham par la reine Élisabeth II. Fait intéressant, l'accréditation fournie aux journalistes couvrant la visite indiquait la visite du « président d'Irlande ». Par la suite, les deux présidentes Robinson et McAleese ont visité le palais à de nombreuses reprises, tandis que le prince de Galles, le prince Andrew, duc d'York, le prince Edward, comte de Wessex, et le prince Philip, duc d'Édimbourg, ont tous rendu visite aux présidents successifs d'Irlande à la résidence présidentielle. Ces présidents ont également assisté à des fonctions officielles en compagnie de la princesse royale. Élisabeth II et Mary Robinson ont même conjointement organisé une réception au palais Saint James, à Londres en 1995, pour célébrer le cent-cinquantième anniversaire de la fondation des Queen's Colleges en 1845 (qui sont désormais connus sous le nom d'Université Queen's de Belfast, d'University College Cork et d'université nationale d'Irlande à Galway).
Bien que le titre de président affirme implicitement son autorité en Irlande du Nord, en réalité, le président irlandais doit obtenir la permission du gouvernement pour se rendre en Irlande du Nord. En effet, dans l'article 3 de la Constitution, l'État irlandais déclare explicitement qu'« en attendant la réintégration du territoire national », son autorité ne se limite qu'à la république d'Irlande et ne s'applique donc pas à l'Irlande du Nord. Jusqu'à la présidence de Mary Robinson, le gouvernement a régulièrement refusé aux présidents successifs toute autorisation de se rendre en Irlande du Nord.
Toutefois, depuis les années 1990 et notamment depuis l'accord du Vendredi saint en 1998, le président s'est régulièrement déplacé en Irlande du Nord. Mary McAleese, qui fut la première présidente d'Irlande originaire d'Irlande du Nord, a continué ce processus de détente engagé par Mary Robinson. Dans un signe de réchauffement des relations britannico-irlandaises, elle a été chaleureusement accueillie par la plupart des principaux syndicalistes. Ainsi, à l'enterrement d'un enfant mort dans un attentat de l'IRA véritable à Omagh, elle a symboliquement parcouru les allées de l'église main dans la main avec le chef du Parti unioniste d'Ulster et Premier ministre d'Irlande du Nord, David Trimble.
Cependant, Mary McAleese a été critiquée à d'autres occasions pour certaines de ses interventions, comme celle où elle fait référence à la façon dont les enfants protestants en Irlande du Nord sont poussés à haïr les catholiques, tout comme les enfants allemands ont été encouragés à haïr les Juifs sous le régime nazi, le 27 janvier 2005, à la suite de sa participation à la cérémonie commémorant le soixantième anniversaire de la libération du camp de concentration d'Auschwitz,. Ces commentaires ont provoqué l'indignation parmi les hommes politiques unionistes et McAleese s'est excusée par la suite et a reconnu que sa déclaration était déséquilibrée. Cependant, malgré les modifications apportées aux articles 2 et 3 de la Constitution dans le cadre de l'accord du Vendredi saint, le titre du poste reste toujours « président d'Irlande » car la Constitution irlandaise dispose que le nom officiel de l'État est simplement « Irlande » et que le terme de « république » désigne le régime politique. Bien qu'il n'existe plus aujourd'hui d'ambiguïté sur sa compétence au sein de la seule république d'Irlande, il est toutefois considéré par de nombreux nationalistes du Nord comme leur président et ils prennent position pour que le droit de vote aux élections présidentielles soit étendu à l'ensemble de l'île.

### Controverse sur l'identité du chef d'État au début de la République
Au cours de la période allant de 1937 à 1949, il n'était pas clair d'un point de vue juridique si le chef de l'État irlandais était en fait le président d'Irlande ou George VI, le roi d'Irlande. Cette période de confusion a pris fin en 1949, lorsqu'il fut déclaré que l'État était une république. En effet, la Constitution de 1937 ne mentionnait pas le roi, mais elle n'affirmait pas davantage que le président était le chef de l'État. Le président exerçait ainsi certains pouvoirs qui sont généralement exercés par les chefs d'État, mais qui pourraient tout aussi bien être exercé par un gouverneur ou un gouverneur général (notamment, la nomination du gouvernement et la promulgation des lois). Quant à George VI, il avait été déclaré « roi d'Irlande » en 1936, et représentait l'État irlandais pour les affaires étrangères, en vertu de la Loi sur les relations extérieures de la même année. Les traités étaient donc signés au nom du « roi d'Irlande ». Il accréditait également les ambassadeurs et recevait les lettres de créance des diplomates étrangers. Pour bon nombre de spécialistes[Qui ?], représenter un État à l'étranger est considéré comme la principale caractéristique d'un chef d'État. En tout état de cause, aux yeux des pays étrangers, ce rôle de représentation signifiait que George VI d'Irlande était de fait le chef d'État. La loi sur la république d'Irlande de 1948, entrée en vigueur en avril 1949, proclamait que le pays était une république et transférait le rôle de représentation de l'État à l'étranger, de George VI au président. Toutefois, aucune modification ne fut apportée à la Constitution.

### Suggestions de réformes
Au cours des années, il y a eu beaucoup de suggestions pour réformer le poste de président. En 1996, le Groupe de révision constitutionnelle a effectué une recommandation en faveur d'un maintien des prérogatives du Président. Toutefois, elle suggéra que la Constitution soit modifiée pour faire apparaître de manière explicite que le président était le chef de l'État (à l'heure actuelle, le terme ne figure pas dans le texte) et que l'on envisage l'introduction d'un système de vote de confiance au Dáil, sur le modèle de celui qui existe en Allemagne. Si ce système était introduit, il serait largement redondant avec le pouvoir de refuser une dissolution du Dáil que détient le président et pourrait donc être retiré de la Constitution.
En raison de la non-tenue d'une élection présidentielle en 2004, de nombreux hommes politiques ont suggéré qu'il devrait être plus facile d'obtenir une nomination à la présidence. Ainsi, l'ancienne vice-Première ministre, Mary Harney, suggéra que la présentation d'un candidat à la présidence puisse être réalisée par cinq à dix sénateurs (au lieu de 20 actuellement). Alternativement, de nombreux journalistes ont suggéré qu'une pétition de citoyens, par au moins 10 000 électeurs inscrits, pourrait être une autre méthode pour proposer un candidat à la présidence.

## Résidence officielle et protocole

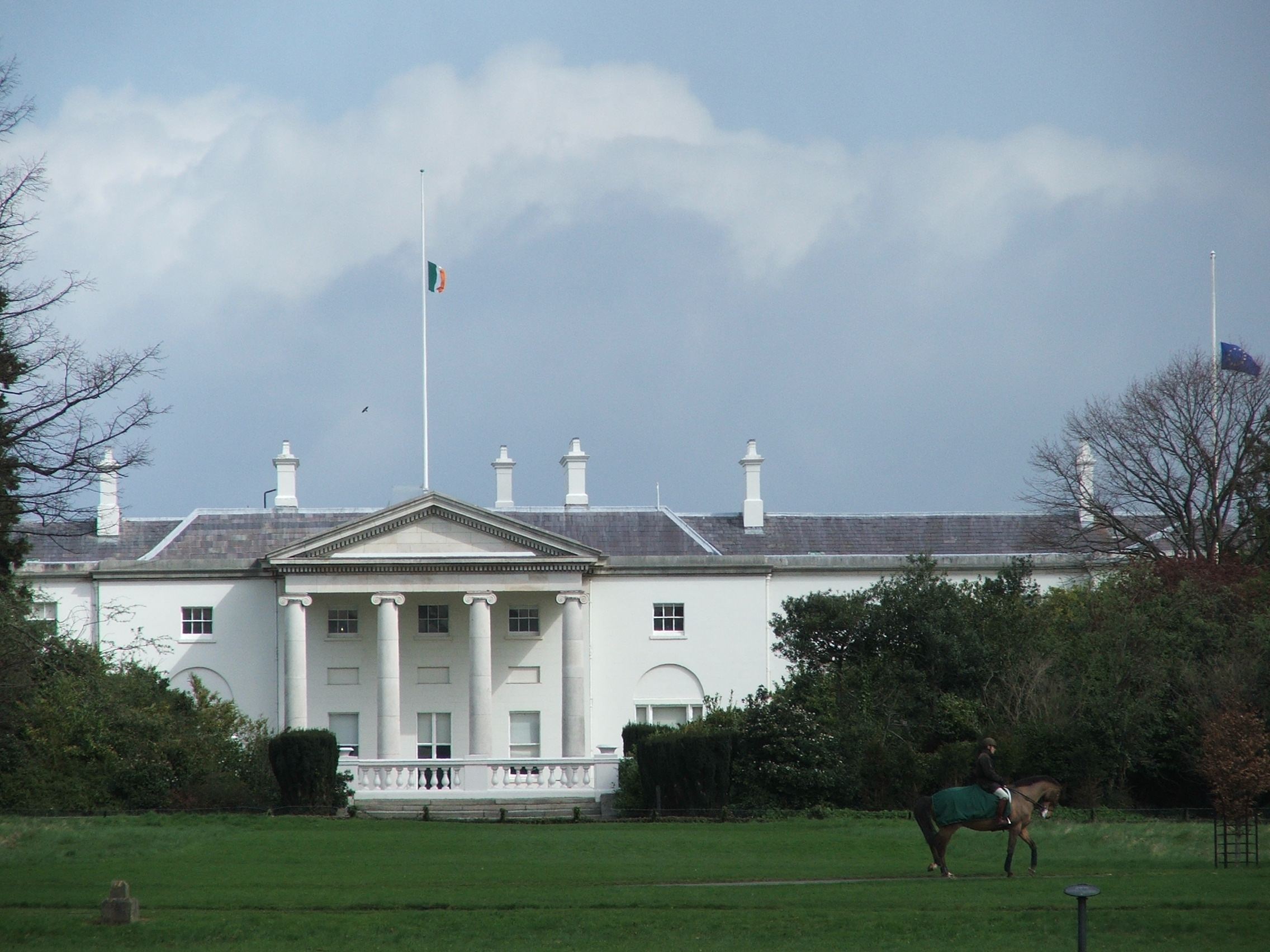
La résidence officielle du président d'Irlande.

Le palais présidentiel est situé dans le Phoenix Park de Dublin. Il s'agit d'un bâtiment de quatre-vingt-douze chambres qui servait autrefois de résidence « hors saison » au Lord lieutenant d'Irlande et de résidence à deux des trois gouverneurs généraux de l'État libre d'Irlande : Timothy Michael Healy et James McNeill.
Quand on fait référence au président, il est de coutume de l'appeler « président » plutôt que « Monsieur ou Madame le Président» (ou toutes formes similaires). On peut toutefois noter qu'en langue irlandaise, il serait plus correct de s'adresse à lui en l'appelant A hUachtaráin (vocatif). Quand on s'adresse à lui, on utilise normalement l'expression « Son Excellence » (en irlandais : A Shoilse / A Soilse). Il arrive parfois que les gens s'adresse oralement au président en utilisant « Votre Excellence » (A Shoilse, [ə hɘʎʃ̪ʲə]), ou tout simplement par le terme « président » (A Uachtaráin, [ɘ uːəxt̪ˠɘɾaːn̥]). Le salut au président d'Irlande se fait sur la musique de l'hymne national d'Irlande, Amhrán na bhFiann. Il se compose des quatre premières mesures suivies par les cinq dernières, sans les paroles.

## Sécurité et transport
En tant que chef de l'État irlandais, le président reçoit le plus haut niveau de protection du pays. La résidence du président est protégée en permanence par des gardes armés et est entourée par une barrière de sécurité. Lors de ses déplacements, le président est accompagné par un service de protection personnelle armé issu de la branche spéciale (troupes d'élite de la force de police irlandaise). Le président se déplace dans une limousine Mercedes-Benz Classe S LWB. La limousine présidentielle est toujours bleu marine et porte l'étendard présidentiel sur l'aile-avant gauche et le drapeau tricolore irlandais sur l'aile-avant droite. Lorsque la limousine présidentielle est en déplacement, elle est toujours accompagnée par un escadron de voitures (généralement, des Toyota Camrys conduites par des membres de la Branche spéciale) qui forme un convoi de protection autour de la voiture. Le président peut également utiliser à sa convenance de tous les avions du Corps aérien irlandais, en cas de besoin.